# Hugo Alves Velame
Hugo Alves Velame, meglio noto come Hugo (Duque de Caxias, 23 luglio 1974), è un allenatore di calcio ed ex calciatore brasiliano, di ruolo centrocampista.